# Хърд и Макдоналд
Островите Хърд и Макдоналд са австралийско антарктическо владение в Южния океан, разположено югоизточно от френския остров Кергелен.

## Географски характеристики
Остров Хърд (53°06' ю.ш. и 73°30' и.д.) и прилежащия към него архипелаг Макдоналд (53°03' ю.ш. и 72°36' и.д.), са вулканични острови, разположени в средата на подводния хребет Кергелен, издигащ се в южната част на Индийския океан на 3700 м от морското дъно. Хърд е образуван от привързаните към разлома Кергелен конуси на стратовулканите Маунт Диксън (706 м), Маунт Дригалски (210 м), Моусън Пийк и Биг-Бен, чиято доминираща в релефа на острова палеокалдера образува плато с височина 2300 м. Остров Хърд е забележителен с това, че на територията му се намира единственият действащ вулкан на Австралийска територия. Връх Моусън (2745 м) е най-висока точка на острова, а и на Австралия. През цялата история на Хърд връх Моусън е изкачван успешно само три пъти, което го превръща в особено голямо предизвикателство пред световния алпинизъм.
Площта на Хърд е 368 км2, а бреговата му линия е 101,9 км. На острова няма пристанища и местата за закотвяне са далеч от брега.
Хърд е студен, суров и мрачен планински остров, 80% от площта на който е покрита с вечни ледове. Северната граница на паковия лед през зимата минава на около 500 км южно от острова, но в отделни години се доближава до него. През зимата средната температура на Хърд е минус 2 °C, а през лятото – около 2,5 °C. От билото на Биг-Бен към крайбрежието се спускат 12 по-големи глетчера. Някои от тях са с дължина над 7 км, площ над 10 км2 и дебелина до 150 м. Австралийските учени алармират, че ледниците на Хърд се топят. Глетчерите, които през 1947 г. са стигали до нивото на океана, сега са се отдръпнали на стотици метри във вътрешността на острова – сигурен индикатор за сериозните последствия от глобалните промени в климата.
Островите са в Списъка на световното културно и природно наследство на ЮНЕСКО.